# 桂峰蔡氏民居
桂峰蔡氏民居，位于中国福建省尤溪县洋中镇桂峰村，由大门、正堂、楼坪厅、书斋等组成，占地面积1200平方米。大门额书“绩绍西山”；门楼左右各设一座钱库，正堂昂、枋等构件雕刻精美。正堂左侧另设书斋，有洗砚池和石构花架；“楼坪厅”两侧为藏书楼等。2009年11月16日公布为第七批福建省文物保护单位。